# Tricase (stacja kolejowa)
Tricase (włoski: Stazione di Tricase) – stacja kolejowa w Tricase, w prowincji Lecce, w regionie Apulia, we Włoszech.
Stacja jak i linia kolejowa jest obsługiwana przez Ferrovie del Sud Est. Znajduje się na linii Maglie – Gagliano del Capo.

## Linie kolejowe
- Maglie – Gagliano del Capo

## Usługi
Usługi dostępne na stacji:
- Kasy biletowe
- Toalety
- Poczekalnia
- Przystanek autobusowy
- Bar